# Adult Contemporary (lista)
Hot Adult Contemporary Tracks chart (tidigare känd som Hot Adult Contemporary Tracks, Adult Contemporary Singles, Easy Listening, Pop-Standard Singles och Middle-Road Singles) är en lista som publicerades varje vecka i Billboard och som listar de mest populära låtarna på "light-pop" radiostationer i USA. Listan är sammanställning baserat på de mest spelade låtarna som lämnats till Billboard av de stationer som är medlemmar i Adult Contemporary radiopanel. Listan debuterade i tidskriften Billboard den 17 juli 1961.

### Fotnoter
1. ↑  Hyatt, Wesley (1999). The Billboard Book of #1 Adult Contemporary Hits (Billboard Publications)